# Campeonato Europeo de Curling Masculino de 2009
El XXXV Campeonato Europeo de Curling Masculino se celebró en Aberdeen (Reino Unido) entre el 5 y el 12 de diciembre de 2009 bajo la organización de la Federación Mundial de Curling (WCF) y la Federación Británica de Curling.
Las competiciones se realizaron en la Linx Ice Arena de la ciudad escocesa.

## Tabla de posiciones
| Pos | Equipo          | G | P | G–P |
| --- | --------------- | - | - | --- |
| 1   | Noruega         | 8 | 1 | –   |
| 2   | Suecia          | 7 | 2 | –   |
| 3   | Suiza           | 6 | 3 | 2–0 |
| 4   | Escocia         | 6 | 3 | 1–1 |
| 5   | Francia         | 6 | 3 | 0–2 |
| 6   | Alemania        | 5 | 4 | –   |
| 7   | Dinamarca       | 6 | 3 | –   |
| 8   | Finlandia       | 2 | 7 | 1–0 |
| 9   | República Checa | 2 | 7 | 0–1 |
| 10  | Italia          | 0 | 9 | –   |

## Cuadro final
|  | Clasif. a semifinal | Clasif. a semifinal | Clasif. a semifinal |  |  | Semifinal | Semifinal |  |       | Final  | Final |
|  |                     |                     |                     |  |  |           |           |  |       |        |       |
|  | 1                   | Noruega             | 3                   |  |  |           |           |  |       |        |       |
|  | 2                   | Suecia              | 7                   |  |  |           |           |  |       | Suecia | 6     |
|  |                     |                     |                     |  |  | Noruega   | 5         |  | Suiza | 5      |       |
|  |                     | Suiza               | 8                   |  |  |           |           |  |       |        |       |
|  | 3                   | Suiza               | 7                   |  |  |           |           |  |       |        |       |
|  | 4                   | Escocia             | 3                   |  |  |           |           |  |       |        |       |

## Medallistas
| Evento | Oro                                                                                        | Plata                                                                            | Bronce                                                                                             |
| ------ | ------------------------------------------------------------------------------------------ | -------------------------------------------------------------------------------- | -------------------------------------------------------------------------------------------------- |
| Equipo | Suecia · Niklas Edin · Sebastian Kraupp · Fredrik Lindberg · Viktor Kjäll · Oskar Eriksson | Suiza · Ralph Stöckli · Jan Hauser · Markus Eggler · Simon Strübin · Toni Müller | Noruega · Thomas Ulsrud · Torger Nergård · Christoffer Svae · Håvard Vad Petersson · Thomas Løvold |